# Flaminia amylospora
Flaminia amylospora är en svampart som först beskrevs av Rehm, och fick sitt nu gällande namn av Sacc. & P. Syd. 1902. Flaminia amylospora ingår i släktet Flaminia, ordningen Pucciniales, klassen Pucciniomycetes, divisionen basidiesvampar och riket svampar.   Inga underarter finns listade i Catalogue of Life.